# T. J. Hooker
T. J. Hooker (br: Carro Comando) é uma série televisiva, que foi produzida nos Estados Unidos de março de 1982 a maio de 1986, perfazendo um total de 92 episódios.
No Brasil, a série foi exibida na Rede Globo (somente as duas primeiras temporadas), de fevereiro de 1983 a julho de 1985. Depois, a série foi para o SBT, que exibiu a série até o seu final, de agosto de 1985 a fevereiro de 1988. A TV Record exibiu 
de agosto de 1994 a Março de 1998.

## Sinopse
Ao trabalhar como investigador à paisana em uma de suas inúmeras missões, o sargento Hooker (William Shatner, famoso por interpretar o Capitão Kirk, na série Jornada nas Estrelas), acaba tendo o seu parceiro assassinado. Após tal episódio, Hooker decide voltar para a Academia de Polícia, com o objetivo de treinar os jovens cadetes da academia, dando-lhes um misto do treinamento acadêmico, com a experiência vivida nas ruas, com o objetivo de limpar a cidade de Los Angeles de gente como a que vitimou seu antigo parceiro. Hooker dividia seu tempo entre o treinamento de cadetes e a patrulha das ruas, sempre sob a supervisão do Capitão Sheridan (Richard Herd).
Entre os cadetes que se destacaram na academia estavam o jovem Vince Romano (Adrian Zmed), incansável parceiro de Hooker nas ruas, se tornando grandes amigos, que se trabalhavam com a unidade código 4ADAM30.
Em outro lado das investigações estavam o veterano agente Jim Corrigan (James Darren, famoso por interpretar o cientista Tony Newman, na série Túnel do Tempo) e Stacy Sheridan (Heather Locklear, famosa como Amanda Peet, na série Melrose Place), que era filha do Capitão Sheridan. Corrigan e Sheridan trabalhavam com a unidade código 4ADAM16.

## Curiosidades
- Aproveitando a onda deixada por outra série policial, Chips, tal série foi um grande sucesso, tanto nos Estados Unidos, quanto no Brasil, pois a série refletia a vida cotidiana dos policiais, com e sem a farda, cuja imagem foi melhorada.

- No final de cada episódio, o personagem Hooker não perdia a chance de dar uma lição de moral, que, na maioria das vezes, sempre era aplicada ao caso que estava investigando.

- A série começou com uma personagem feminina, a Oficial Vicky Taylor (April Clough) na primeira temporada, mas a personagem saiu no final da primeira temporada. A solução foi colocar a atriz Heather Locklear para interpretar Stacy Sheridan, a filha do capitão. Como a participação da personagem foi crescendo durante a série. Consequentemente, a série ganhou uma grande legião de fãs femininas.

- Foram lançados inúmeros brinquedos referentes à série. No Brasil, os brinquedos foram fabricados pela Glasslite. Nos Estados Unidos, tais brinquedos ficaram a cargo da empresa Fleet Wood.

- Apesar de ser parte integrante da série, o ator James Darren, que interpretava o detetive Jim Corrigan, não tinha seu nome creditado na abertura da série. Isso foi corrigido a partir da 3ª temporada, quando seu nome passou a constar da abertura.

- A série teve a participação de atores consagrados em seus episódios, como Leonard Nimoy o Spock de Star Trek parceiro de cena de William Shatner o James T. Kirk Star Trek na série, bem como Robert Davi, Tony Burton, bem como de jovens promessas, como Sharon Stone.

- A série já foi lançada em DVD nos Estados Unidos, mas não há previsão de lançamento no Brasil.

- William Shatner deu algumas "dicas" de como deve ser um policial de TV e se referiu ao seu papel em T.J.Hooker, ao aparecer como ele mesmo no filme "Showtime" de 2002.
- A chamada da série, nos intervalos do canal televisivo brasileiro SBT, tinha como trilha sonora a música "The Ace of Swords", do grupo musical Alan Parsons Project. No entanto, essa não era a trilha sonora original da série, na TV norte-americana.

## Elenco
- William Shatner - TJ Hooker
- Adrian Zmed - Vince Romano
- Heather Locklear - Stacy Sheridan
- James Darren - Jim Corrigan
- Richard Herd - Capitão Sheridan
- April Clough - Vicky Taylor
- Lee Bryant - Fran Hooker

Dublagem Brasileira
- TJ Hooker - Marcos Miranda
- Vince Romano - Carlos Marques
- Stacy Sheridan - Vera Miranda
- Jim Corrigan - Dário de Castro
- Capitão Sheridan - Orlando Drummond

Versão brasileira: Herbert Richers